# BC Pfalz 83
Der Pfälzische BC nach Blatt 025 (nach DRG-Gattungskonventionen als BC Pfalz 83 zu führen) war ein zweiachsiger Abteilwagen, der die 2. und 3. Klasse führte. Ursprünglich auf Rechnung des Baukontos der Pfälzischen Ludwigsbahn gebaut, hatten die Wagen die 1. und 2. Klasse.

## Beschaffung
In den Jahren bis 1880 wurden von den Pfälzischen Eisenbahnen insgesamt 352 zweiachsige Abteilwagen beschafft. 3 Stück davon nach Blatt 10 des WV von 1890 im Jahr 1883. Die Beschaffung erfolgte bei der Waggonfabrik Ludwigshafen.

## Verbleib
Die Wagen wurden 1899 in den Bestand der Bayerischen Staatsbahn übernommen. Der weitere Verbleib ist nicht bekannt. Auf Grund des hohen Alters ist nicht zu vermuten, dass die Wagen auch in den Bestand der Reichsbahn kamen.

## Konstruktive Merkmale

### Untergestell
Der Rahmen der Wagen war komplett aus Eisenprofilen aufgebaut. Die äußeren Längsträger hatten eine Doppel-U-Form. Als Zugeinrichtung hatten die Wagen Schraubenkupplungen nach VDEV, die Zugstange war durchgehend und mittig gefedert. Als Stoßeinrichtung besaßen die Wagen Stangenpuffer mit einer Einbaulänge von 650 mm, die Pufferteller hatten einen Durchmesser von 370 mm.

### Laufwerk
Die Wagen hatten genietete Fachwerkachshalter aus Flacheisen mit der kurzen, geraden Bauform. Gelagert waren die Achsen in geteilten Gleitachslagern. Die Räder hatten Speichenradkörper und einen Raddurchmesser von 1.014 mm. Die Federung bestand aus einer mehrlagigen Feder, die mit einfachen Laschen in den Federböcken befestigt waren.
Handbremsen im hochgesetzten Bremserhaus wirkten auf alle Räder beidseitig. Laut Verzeichnis von 1902 waren die Wagen mit Druckluftbremsen der Bauart Schleifer ausgestattet.

### Wagenkasten
Das Wagenkastengerippe bestand aus einem hölzernen Ständerwerk. Es war außen mit Blech und innen mit Holz verkleidet. Die Seitenwände waren an den Unterseiten leicht eingezogen. Die Wagen besaßen ein flach gewölbtes Dach mit aufgesetztem Laternendach (Oberlichtdach). Die Wagen hatten ein hochgesetztes, geschlossenes Bremserhaus, welches nur einseitig zugänglich war.
Der Innenraum hatte insgesamt vier Abteile. An beiden Wagenenden befanden sich die Abteile der 3. Klasse, in der Wagenmitte die der 2. Klasse mit insgesamt 15 Sitzplätzen. Zusätzlich besaßen die Wagen einen Abort, der sowohl von dem bremserhausseitigen Abteil der 3. Klasse als auch von einem Abteil der 2. Klasse aus zugänglich war.
Zur Beheizung verfügten die Wagen über eine Dampfheizung.
Die Beleuchtung erfolgte durch Gas. Der Vorratsbehälter mit einem Volumen von 800 Litern hing in Wagenlängsrichtung am Rahmen.

## Bemerkung
Laut Verzeichnis von 1913 wurden die Wagen 1907 umgebaut. Dabei wurden die beiden mittleren Abteile zu solchen der zweiten Klasse. Die Abteile an den Wagenenden wurden – mit Holzlattenbänken ausgestattet – zu Abteilen der dritten Klasse (siehe Zeichnungen).

## Skizzen, Musterblätter, Fotos

Ansich zu Blatt 020 aus PfalzB WV von 1902
Ansicht zu Blatt 025 aus PfalzB WV von 1913

## Wagennummern
Die Daten sind den im Literaturverzeichnis aufgeführten verschiedenen Wagenpark-Verzeichnissen der Pfälzischen Eisenbahnen und der Kgl.Bayer.Staatseisenbahnen – Pfälzisches Netz, sowie den Büchern von Emil Konrad (Reisezugwagen der deutschen Länderbahnen, Band II) und  Albert Mühl (Die Pfalzbahn) entnommen.
| Blatt-Nr. Herstelld.                                                   | Blatt-Nr. Herstelld.                                                   | Blatt-Nr. Herstelld.                                                   | Gattungszeichen je Epoche Wagennummern je Epoche (mit Direktionsangaben) | Gattungszeichen je Epoche Wagennummern je Epoche (mit Direktionsangaben) | Gattungszeichen je Epoche Wagennummern je Epoche (mit Direktionsangaben) | Gattungszeichen je Epoche Wagennummern je Epoche (mit Direktionsangaben) | Gattungszeichen je Epoche Wagennummern je Epoche (mit Direktionsangaben) | Gattungszeichen je Epoche Wagennummern je Epoche (mit Direktionsangaben) | Gattungszeichen je Epoche Wagennummern je Epoche (mit Direktionsangaben) | Gattungszeichen je Epoche Wagennummern je Epoche (mit Direktionsangaben) | Fahrwerk                                                               | Fahrwerk                                                               | Fahrwerk                                                               | Fahrwerk                                                               | Fahrwerk                                                               | Ausstattung                                                            | Ausstattung                                                            | Ausstattung                                                            | Ausstattung                                                            | Ausstattung                                                            | Ausstattung                                                            | Ausstattung                                                            | Ausstattung                                                            | Ausstattung                                                            | Zusatzinfos                                                            | Zusatzinfos                                                            |
| Bau- jahr                                                              | Her- steller                                                           | Anz.                                                                   | 1890                                                                     | 1902                                                                     | 1913                                                                     | Rep. 1919                                                                | DR (ab 1923)                                                             | DRG (ab 1930)                                                            | Ausge- mustert                                                           | letzt. Heimat-Bf.                                                        | Anz. Ach- sen                                                          | LüP                                                                    | Unt. Gest.                                                             | Achs sen Art                                                           | Brem- sen                                                              | Bl.                                                                    | Hz.                                                                    | Art u.Anz. Abteile (Sitze je Klasse) [Mil. Nutzung]                    | Art u.Anz. Abteile (Sitze je Klasse) [Mil. Nutzung]                    | Art u.Anz. Abteile (Sitze je Klasse) [Mil. Nutzung]                    | Art u.Anz. Abteile (Sitze je Klasse) [Mil. Nutzung]                    | Art u.Anz. Abteile (Sitze je Klasse) [Mil. Nutzung]                    | Mil.                                                                   | Mil.                                                                   | Sig- nal- hlt.                                                         | Bemerkung                                                              |
| Wagen des Typ I, mit hochgesetztem, einseitig zugänglichen Bremserhaus | Wagen des Typ I, mit hochgesetztem, einseitig zugänglichen Bremserhaus | Wagen des Typ I, mit hochgesetztem, einseitig zugänglichen Bremserhaus | Wagen des Typ I, mit hochgesetztem, einseitig zugänglichen Bremserhaus   | Wagen des Typ I, mit hochgesetztem, einseitig zugänglichen Bremserhaus   | Wagen des Typ I, mit hochgesetztem, einseitig zugänglichen Bremserhaus   | Wagen des Typ I, mit hochgesetztem, einseitig zugänglichen Bremserhaus   | Wagen des Typ I, mit hochgesetztem, einseitig zugänglichen Bremserhaus   | Wagen des Typ I, mit hochgesetztem, einseitig zugänglichen Bremserhaus   | Wagen des Typ I, mit hochgesetztem, einseitig zugänglichen Bremserhaus   | Wagen des Typ I, mit hochgesetztem, einseitig zugänglichen Bremserhaus   | Wagen des Typ I, mit hochgesetztem, einseitig zugänglichen Bremserhaus | Wagen des Typ I, mit hochgesetztem, einseitig zugänglichen Bremserhaus | Wagen des Typ I, mit hochgesetztem, einseitig zugänglichen Bremserhaus | Wagen des Typ I, mit hochgesetztem, einseitig zugänglichen Bremserhaus | Wagen des Typ I, mit hochgesetztem, einseitig zugänglichen Bremserhaus | Wagen des Typ I, mit hochgesetztem, einseitig zugänglichen Bremserhaus | Wagen des Typ I, mit hochgesetztem, einseitig zugänglichen Bremserhaus | Wagen des Typ I, mit hochgesetztem, einseitig zugänglichen Bremserhaus | Wagen des Typ I, mit hochgesetztem, einseitig zugänglichen Bremserhaus | Wagen des Typ I, mit hochgesetztem, einseitig zugänglichen Bremserhaus | Wagen des Typ I, mit hochgesetztem, einseitig zugänglichen Bremserhaus | Wagen des Typ I, mit hochgesetztem, einseitig zugänglichen Bremserhaus | Wagen des Typ I, mit hochgesetztem, einseitig zugänglichen Bremserhaus | Wagen des Typ I, mit hochgesetztem, einseitig zugänglichen Bremserhaus | Wagen des Typ I, mit hochgesetztem, einseitig zugänglichen Bremserhaus | Wagen des Typ I, mit hochgesetztem, einseitig zugänglichen Bremserhaus |
| Gattung Blatt-Nr.                                                      | Gattung Blatt-Nr.                                                      | Gattung Blatt-Nr.                                                      | A.B. 10                                                                  | A.B. 10                                                                  | BC 25                                                                    |                                                                          | BC Bay 83                                                                |                                                                          |                                                                          |                                                                          |                                                                        |                                                                        | (siehe jeweilige Legende)                                              | (siehe jeweilige Legende)                                              | (siehe jeweilige Legende)                                              | (siehe jeweilige Legende)                                              | (siehe jeweilige Legende)                                              | A                                                                      | I.                                                                     | II.                                                                    | III.                                                                   | IV.                                                                    | O                                                                      | M                                                                      |                                                                        | auf Rechnung der Ludwigsbahngesellschaft                               |
| ---------------------------------------------------------------------- | ---------------------------------------------------------------------- | ---------------------------------------------------------------------- | ------------------------------------------------------------------------ | ------------------------------------------------------------------------ | ------------------------------------------------------------------------ | ------------------------------------------------------------------------ | ------------------------------------------------------------------------ | ------------------------------------------------------------------------ | ------------------------------------------------------------------------ | ------------------------------------------------------------------------ | ---------------------------------------------------------------------- | ---------------------------------------------------------------------- | ---------------------------------------------------------------------- | ---------------------------------------------------------------------- | ---------------------------------------------------------------------- | ---------------------------------------------------------------------- | ---------------------------------------------------------------------- | ---------------------------------------------------------------------- | ---------------------------------------------------------------------- | ---------------------------------------------------------------------- | ---------------------------------------------------------------------- | ---------------------------------------------------------------------- | ---------------------------------------------------------------------- | ---------------------------------------------------------------------- | ---------------------------------------------------------------------- | ---------------------------------------------------------------------- |
| 1883                                                                   | W.F.L.                                                                 | 3                                                                      | 97                                                                       | 97                                                                       | 97                                                                       |                                                                          |                                                                          |                                                                          |                                                                          |                                                                          | 2                                                                      | 9.650                                                                  | E                                                                      | b                                                                      | BrH, Sbr                                                               | G                                                                      | D                                                                      | 1                                                                      |                                                                        | 2 (15)                                                                 | 1½ (14)                                                                |                                                                        | 11                                                                     | 11                                                                     |                                                                        | Stückpreis: 11.268 Mark                                                |
| 1883                                                                   | W.F.L.                                                                 | 3                                                                      | 98                                                                       | 98                                                                       | 98                                                                       |                                                                          |                                                                          |                                                                          |                                                                          |                                                                          | 2                                                                      | 9.650                                                                  | E                                                                      | b                                                                      | BrH, Sbr                                                               | G                                                                      | D                                                                      | 1                                                                      |                                                                        | 2 (15)                                                                 | 1½ (14)                                                                |                                                                        | 11                                                                     | 11                                                                     |                                                                        | Stückpreis: 11.268 Mark                                                |
| 1883                                                                   | W.F.L.                                                                 | 3                                                                      | 99                                                                       | 99                                                                       | 99                                                                       |                                                                          |                                                                          |                                                                          |                                                                          |                                                                          | 2                                                                      | 9.650                                                                  | E                                                                      | b                                                                      | BrH, Sbr                                                               | G                                                                      | D                                                                      | 1                                                                      |                                                                        | 2 (15)                                                                 | 1½ (14)                                                                |                                                                        | 11                                                                     | 11                                                                     |                                                                        | Stückpreis: 11.268 Mark                                                |